# Guilhem Peire de Cazals
Guilhem Peire de Cazals (fl. primera meitat del segle xiii) fou un trobador occità.

## Vida
En l'índex del cançoner C se l'anomena Guilhem Peire Cazals de Caortz, cosa que permet de suposar que era originari de Caors (al Carcí; actualment al departament d'Òlt). No es té cap vida ni altres dades que ens donin informació sobre aquest trobador. La cronologia s'estableix perquè té un partiment amb Bernart de la Barta i aquest trobador té alguna peça datable de 1229. També el 1240 Guilhem Figueira imita en un sirventès l'estrofisme d'una cançó de Guilhem Peire de Cazals, cosa que indica que la cançó és anterior.
Deixant de banda el partiment, la resta de peces conservades de Guilhem Peire de Cazals són cançons. Moltes de les cançons s'envien a un tal Ardit, senhal que sembla més aviat el d'un amic que el d'una dama. O també pot ser el d'un joglar, ja que en una cançó l'envia a mon Ardit, que mos cantars romansa. L'estil de la poesia de Guilhem Peire de Cazals és el del trobar ric; algunes peces tenen una versificació artificiosa, com Eras, pus vey mon benastruc amb "mots refranh" a cada vers que es presenten en ordre invertit segons l'estrofa sigui parell o senar.

## Obra
- (227,1)[3] Ab lo Pascor (cançó)
- (227,2) A l'avinen mazan (cançó)
- (227,3) Eras, pus vey mon benastruc (cançó)
- (227,4) [Ara] m'es belh [qu'] hom s'es[bau]dey chanson (cançó)
- (227,5) A trop gran ferenza'm tenh (cançó)
- (227,6) Be·m plagr' ueymais qu'ab vos, dona, 'm valgues (cançó)
- (227,7) Bernart de la Bart' ancse'm platz (partiment amb Bernart de la Barta)
- (227,8) D'una leu chanso ai cor que m'entremeta (cançó)
- (227,9) Enquera, si'l plagues (cançó)
- (227,10) Ja tant no cugey que'm trigues (cançó)
- (227,11) Per re no'm tenria (cançó)

### Edicions
- Jean Mouzat, Les poèmes de Gaucelm Faidit, Troubadour du XIIe siècle, suivi de: Guilhem Peire de Cazals, troubadour du XIIIe siècle et de: Le troubadour Arnaut de Tintinhac, París/Ginebra, 1989 [reimpressió conjunta de tres edicions. La de Guilhem Peire de Cazals fou publicada originalment a París el 1954]
- Alessio Collura, Guillem Peire de Cazals. Be·m plagr’ueymais qu’ab vos, dona, ·m valgues (BdT 227.6), Lecturae tropatorum 4, 2011

### Repertoris
- Alfred Pillet / Henry Carstens, Bibliographie der Troubadours von Dr. Alfred Pillet […] ergänzt, weitergeführt und herausgegeben von Dr. Henry Carstens. Halle : Niemeyer, 1933 [Guilhem Peire de Cazals és el número PC 227]